# Янь (держава)
Янь (бл. 1046 до н. е. — 222 до н. е. роки) — стародавня китайська держава, що утворилася внаслідок занепаду Східної Чжоу. Боролася проти держав Цзінь, Ці, Цінь і Вей за панування над Китаєм. Зазнала поразки у війні з Цінь й була приєднана до останньої у 222 році до н. е.

## Історія

### Формування
Близько 1046 року до н. е. після захоплення У-ваном держави Шан один з його родичів Цзі Ші, що мав титул шаогун, отримав володіння біля гір Яньшань, звідки сам уділ дістав свою назву. Головним завданням було захист північно-східних областей держави Чжоу від кочівників. Про ранню історію уділу Янь практично нічого не відомо, крім, хіба що, імен його правителів. Залишався відсталою напівварварською периферією, де розташовувалися прикордонні залоги. Втім, поступово нащадки Цзі Ші розширювали володіння та владу завдяки вправній обороні кордонів Чжоу. В цей час резиденція розташовувалася в Люліхе. Віддаленість від центральних областей держави вплинула на зменшення впливу на політику всередині Чжоу. Тому вже у IX ст. володарі Янь мали тільки титул хоу (на кшталт маркіза).
Повалення у 771 році до н. е. Ю-вана й перенесення столиці до Лояна призвело до послаблення Чжоу. Цим скористався янський володар Цін-хоу, який зумів до самої смерті у 767 році до н. е. перетворитися на напівнезалежного володаря. Його нащадки Ай-хоу, Чжен-хоу і Му-хоу продовжили справу з розширення земель та своїх повноважень. У цей період столицею стає місто Цзі (частина сучасного Пекіна).

### Здобуття самостійності

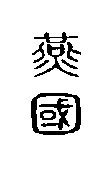
Печатка держави Янь

Посилення Янь зрештою призвело до того, що у 690 році до н. е. Чжуан-хоу прийняв більш вагомий титул гуна (на кшталт герцога). З цього часу Янь іменується повноцінною державою, але й далі передає ван Чжоу символічну данину. Було укладено союз з Хуань-гуном, володарем Ці, який на той час отримав титул гегемона (ба). У 675 році до н. е. спільно з державою Вей Чжуан-хоу підтримав претендента на трон чжоуського вана Цзі Туя, поваливши володаря Хуей-ван. Втім, того 674 року до н. е. було відновлено на троні силами держави Чжен. Проте активна зовнішня політика призвела до визнання фактичної самостійності Янь.

### Війни із сусідами
З 660-х років до н. е. починаються постійні сутички з державами на півдні. Водночас Янь вимушена була захищатися від кочівників на півночі, що продовжували атаки. Так, у 664 році до н. е. Чжуан-гун лише за допомогою військ Ці зумів відбити напад жунів. Згодом основна увага володарів Янь перейшла від внутрішньокитайських питань до війни з кочівниками та розбудови власної держави. В цей час починають будуватися захисні украплення, які потім об'єдналися у цільний комплекс у вигляді стіни (згодом стали частиною Великої китайської стіни).
У 539 році до н. е. внаслідок внутрішніх інтриг Хуей-гуна було повалено. Втім, у 536 році до н. е. він повернувся на трон за допомогою військ з держави Ці і Цзінь. В результаті Янь перебувала у впливі цих держав, визнаючи гегемонію-ба Цзінь. Втім, поступово стала маневрувати між Цінь, Чу, розглядаючи як суперника держави Ці.
Послаблення Цзінь у 453 році до н. е. та розподіл її володінь між Хань, Вей і Чжао у 403 році до н. е. призвело до активізації внутрішньої політики Янь. На той час володарював Цзянь-гун, який розпочав війни з Ці, уклавши союзи з Чжао і Хань близько 398 року до н. е. У 373 році до н. е. було завдано поразки державі Ці, навіть на деякий час захоплено її столицю.
У 334 році до н. е. Вень-гун долучився до антицінської коаліції на чолі з державою Чжао. Втім, водночас відбувся шлюб спадкоємця трону майбутнього І-гуна з представницею панівного роду держави Цінь. Сходження І-гуна на трон призвело до виходу Янь з антицінської коаліції. 323 року до н. е. він прийняв титул вана, що означало остаточне зникнення будь-якої залежності від Чжоу. Знову почалися війни з державою Ці, внаслідок чого було повернуто 10 міст державі Янь. 318 року до н. е. Янь повертається до антицінської коаліції. Втім, спільний військовий похід з державами Чу, Чжао, Вей і Хань не мав значного успіху.
У 314—311 роках до н. е. держава Янь виявилося ослабленим внаслідок внутрішньої боротьби за владу між першим міністром Цзи Чжи та спадкоємцем трону Піном. Лише завдяки втручанню держави Ці зберегла владу панівна династія. Чжао-ван, якому допомогли війська Ці, невдовзі оголосив винним у внутрішній війні саме ця держава. Чжао-ван розпочав підготовку до війни, запросивши до двору здатних військовиків та сановників. Завдяки цьому було проведено важливі податкові та військові реформи, які істотно зміцнили Янь. Її війська завдали поразки державі Кочосон, захопивши півострів Ляодун.
Слідом за цим спільно з державою Цінь утворив коаліцію, до якої увійшли державу Вей, Хань, Чу і Чжао, спрямовану проти Ці. У 284 році до н. е. їхні війська завдали нищівної поразки державі Ці. Повністю знищити цю державу завадили розбіжності між переможцями, але ціську столицю Ліньцзи було сплюндровано і пограбовано. 283 року до н. е. спільно з Чжао війська Янь прийшли на допомогу Вей, яке опинилося у критичній ситуації внаслідок поразок від Цінь. Остання вимушена була відступити.
У 278 році до н. е. проти нового янського володаря Хуей-вана виступила коаліція з держав Хань, Вей і Чу, які побоювалися занадто підсилену Янь. Війська останньої зазнали поразки. У 265 році до нн. е. Ці взяло реванш, завдавши поразки Янь.
У 254 році до н. е. Сі-ван починає тривалі війни з Чжао. Спочатку він намагався скористатися тогочасною нищівною поразкою держави Чжао від Цінь, проте невдало. В результаті 251 року до н. е. сама столиця Янь опинилася в облозі. Лише невигідний мирний договір призвів до замирення 248 року до н. е. У 247 році до н. е. спільно з Чжао, Чу, Вей і Хань виступила проти Цінь, але ця коаліція зазнала нищівної поразки. Але вже у 243 році до н. е. війська Чжао вдиралися на територію Янь, завдаючи поразок та плюндруючи області. У 241 році до н. е. було укладено союз з Чжао, але вже у 238 році до н. е. знову між ними точилася війна. 232 року до н. е. Янь спробувала скористатися війною між Чжао і Цінь, напавши на першу, але зазнало поразки.

### Загибель
У 226 році до н. е. війська Янь рушили на допомогу решткам Чжао, що отаборилися у північній столиці — Дао. Але у битві на річці Ї янсько-чжаоські війська зазнали нищівної поразки. Після цього армія Цінь рушила на Янь. В подальшій війні Сі-ван зазнав поразки, внаслідок чого було захоплено Цзі. Сі-ван втік до Лодуна, де чинив спротив до 222 року до н. е. Держава була приєднана до володінь Цінь.

## Територія
Держава Янь лежало на крайньому північному сході. Його столиця — місто Цзі. Землі держави простягалися від річки Хуанхе до річки Ялу і від гір Шансі до півострова Ляодун.

## Економіка

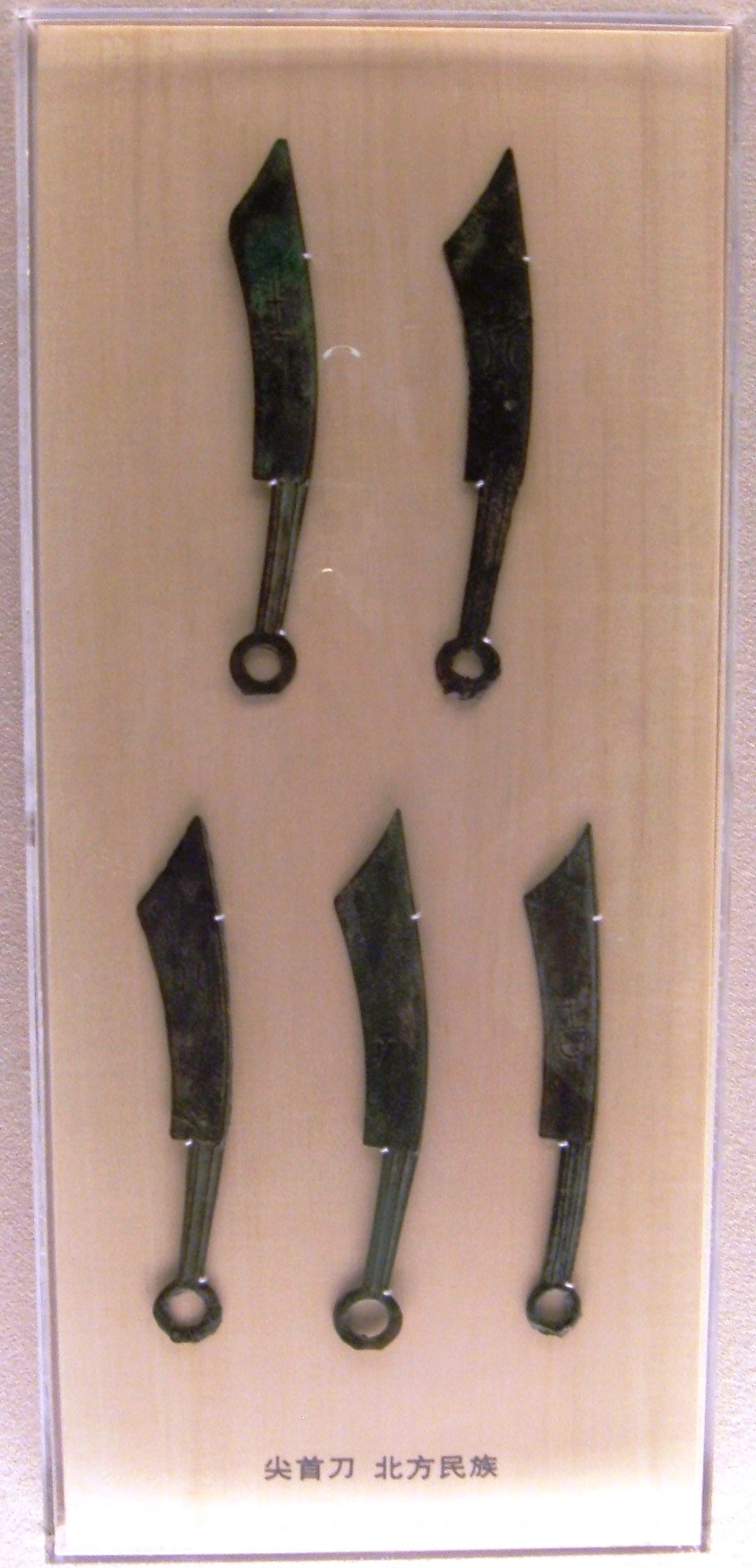
Леза

Основу становили торгівля, ремісництво, частково землеробство і скотарство. Через територію держави йшли важливі шляхи до Південної Маньчжурії і Північної Кореї. Туди прямували з Янь хвилі переселенців, які осідали там і створювали постійні поселення. Міста Янь були центрами виробництва кераміки, лаку, бронзових виробів, обробки слонової кістки, кісток тварин, нефриту.
Як монети використовували леза ножів, рідше леза мотик.